# David Terrell (football américain, 1979)
(en) Statistiques sur pro-football-reference
David Terrell (né le 13 mars 1979 à Richmond en Virginie) est un joueur américain de football américain qui jouait au poste de wide receiver.
Après avoir joué au football universitaire à l'Université du Michigan, il est choisi en tant que huitième choix au premier tour de la draft 2001 de la NFL par les Bears de Chicago de la National Football League (NFL). En raison du fait qu'il ne joue que cinq saisons et durant lesquelles il n'attrape que neuf passes de touchdown, Terrell est parfois classé comme l'un des les plus grands fiascos de l'histoire de la NFL.

## Biographie

### Jeunesse
David Terrell fréquente l’Huguenot High School de Richmond, en Virginie, et est une star dans deux sports à l'école secondaire, le football américain et le basket-ball.

### Carrière universitaire
En trois ans comme letterman et deux ans comme titulaire au poste de receveur des Wolverines de l'université du Michigan, David Terrell joue 37 matchs, dont 21 comme titulaire, avant de se déclarer pour la draft de la NFL après sa troisième saison universitaire. Nommé deux fois dans l'équipe All-Big Ten Conference, Terrell est nommé en 2000 dans la première équipe du College Football News et CNN/Sports Illustrated All-America team. Il devient le premier joueur dans l'histoire des Wolverines à réaliser plusieurs saisons avec plus de 1000 yards de réception (1 130 en 2000 et 1 038 en 1999). Terrell termine sa carrière universitaire avec un bilan de 1 130 yards, pour 67 réceptions et 14 touchdowns en 2000. Il couronne sa carrière d'étudiant en deuxième année en étant nommé MVP du FedEx Orange Bowl avec 10 réceptions pour 150 yards et trois touchdowns. Il attrape 71 passes pour 1 038  yards et marque sept touchdowns à sa deuxième année.
Comme un étudiant de première et deuxième année, Terrell joue également defensive back. Il joue 6 matchs en défense avec 8 plaquages, 2 passes déviées et une interception,.

### Carrière professionnelle
Terrell est choisi par les Bears de Chicago avec la huitième sélection lors de la draft 2001 de la NFL. Après quatre saisons, il est coupé par les Bears et tente de revenir à la fois avec les Patriots de la Nouvelle-Angleterre puis les Broncos de Denver. Après la signature d'un contrat d'un an avec les Broncos le 12 avril 2007, Terrell est coupé par l'équipe le 27 août, avant le début de la saison régulière. En août 2009, Terrell tente sa chance avec les Chiefs de Kansas City, mais Amani Toomer est signé à sa place. Le 19 août 2013, il est arrêté, et accusé de distribution de marijuana et coups et blessures. Il est acquitté des charges le 16 février 2014.

## Statistiques NFL
| Réceptions | Réceptions     | Réceptions | Réceptions | Réceptions | Réceptions | Réceptions | Réceptions | Réceptions | Réceptions | Réceptions | Réceptions | Réceptions |
| Année      | Équipe         | MJ         | Réc        | Yds        | Moyenne    | Yds/Jeu    | Lng        | TD         | 20+        | 40+        | 1st        | FUM        |
| ---------- | -------------- | ---------- | ---------- | ---------- | ---------- | ---------- | ---------- | ---------- | ---------- | ---------- | ---------- | ---------- |
| 2005       | Denver Broncos | 1          | 0          | 0          | --         | 0.0        | 0          | 0          | 0          | 0          | 0          | 0          |
|            |                |            |            |            |            |            |            |            |            |            |            |            |
| 2004       | Chicago Bears  | 16         | 42         | 699        | 16.6       | 43.7       | 63         | 1          | 12         | 2          | 35         | 0          |
|            |                |            |            |            |            |            |            |            |            |            |            |            |
| 2003       | Chicago Bears  | 16         | 43         | 361        | 8.4        | 22.6       | 35         | 1          | 4          | 0          | 19         | 1          |
|            |                |            |            |            |            |            |            |            |            |            |            |            |
| 2002       | Chicago Bears  | 5          | 9          | 127        | 14.1       | 25.4       | 52         | 3          | 2          | 1          | 7          | 0          |
|            |                |            |            |            |            |            |            |            |            |            |            |            |
| 2001       | Chicago Bears  | 16         | 34         | 415        | 12.2       | 25.9       | 62         | 4          | 6          | 2          | 20         | 0          |
|            |                |            |            |            |            |            |            |            |            |            |            |            |
| TOTAL      | TOTAL          | 54         | 128        | 1,602      | 12.5       | 29.7       | 63         | 9          | 24         | 5          | 81         | 1          |

| Courses | Courses        | Courses | Courses | Courses | Courses | Courses | Courses | Courses | Courses | Courses | Courses | Courses | Courses | Courses |
| Année   | Équipe         | MJ      | Att     | Att/G   | Yds     | Avg     | Yds/G   | TD      | Lng     | 1st     | 1st%    | 20+     | 40+     | FUM     |
| ------- | -------------- | ------- | ------- | ------- | ------- | ------- | ------- | ------- | ------- | ------- | ------- | ------- | ------- | ------- |
| 2005    | Denver Broncos | 1       | --      | 0.0     | --      | --      | --      | --      | --      | --      | --      | --      | --      | --      |
|         |                |         |         |         |         |         |         |         |         |         |         |         |         |         |
| 2004    | Chicago Bears  | 16      | 3       | 0.2     | 10      | 3.3     | 0.6     | 0       | 20      | 1       | 33.3    | 1       | 0       | 1       |
|         |                |         |         |         |         |         |         |         |         |         |         |         |         |         |
| 2003    | Chicago Bears  | 16      | 1       | 0.1     | 4       | 4.0     | 0.2     | 0       | 4       | 0       | 0.0     | 0       | 0       | 0       |
|         |                |         |         |         |         |         |         |         |         |         |         |         |         |         |
| 2002    | Chicago Bears  | 5       | --      | 0.0     | --      | --      | --      | --      | --      | --      | --      | --      | --      | --      |
|         |                |         |         |         |         |         |         |         |         |         |         |         |         |         |
| 2001    | Chicago Bears  | 16      | --      | 0.0     | --      | --      | --      | --      | --      | --      | --      | --      | --      | --      |
|         |                |         |         |         |         |         |         |         |         |         |         |         |         |         |
| TOTAL   | TOTAL          | 54      | 4       | 0.1     | 14      | 3.5     | 0.3     | 0       | 20      | 1       | 25.0    | 1       | 0       | 1       |

| KICK RETURN | KICK RETURN    | KICK RETURN | KICK RETURN | KICK RETURN | KICK RETURN | KICK RETURN | KICK RETURN | KICK RETURN | KICK RETURN | KICK RETURN | KICK RETURN |
| Année       | Équipe         | MJ          | Ret         | Yds         | Avg         | Lng         | TD          | 20+         | 40+         | FC          | FUM         |
| ----------- | -------------- | ----------- | ----------- | ----------- | ----------- | ----------- | ----------- | ----------- | ----------- | ----------- | ----------- |
| 2005        | Denver Broncos | 1           | --          | --          | --          | --          | --          | --          | --          | --          | --          |
|             |                |             |             |             |             |             |             |             |             |             |             |
| 2004        | Chicago Bears  | 16          | --          | --          | --          | --          | --          | --          | --          | --          | --          |
|             |                |             |             |             |             |             |             |             |             |             |             |
| 2003        | Chicago Bears  | 16          | --          | --          | --          | --          | --          | --          | --          | --          | --          |
|             |                |             |             |             |             |             |             |             |             |             |             |
| 2002        | Chicago Bears  | 5           | --          | --          | --          | --          | --          | --          | --          | --          | --          |
|             |                |             |             |             |             |             |             |             |             |             |             |
| 2001        | Chicago Bears  | 16          | 1           | 8           | 8.0         | 8           | 0           | 0           | 0           | 0           | 0           |
|             |                |             |             |             |             |             |             |             |             |             |             |
| TOTAL       | TOTAL          | 54          | 1           | 8           | 8.0         | 8           | 0           | 0           | 0           | 0           | 0           |

| DEFENSIVE | DEFENSIVE      | DEFENSIVE | DEFENSIVE | DEFENSIVE | DEFENSIVE | DEFENSIVE | DEFENSIVE | DEFENSIVE     | DEFENSIVE     | DEFENSIVE     | DEFENSIVE     | DEFENSIVE     | DEFENSIVE     |
|           |                |           | Tackles   | Tackles   | Tackles   |           |           | Interceptions | Interceptions | Interceptions | Interceptions | Interceptions | Interceptions |
| --------- | -------------- | --------- | --------- | --------- | --------- | --------- | --------- | ------------- | ------------- | ------------- | ------------- | ------------- | ------------- |
| Année     | Équipe         | MJ        | Comb      | Total     | Ast       | Sck       | SFTY      | PDef          | Int           | TDs           | Yds           | Avg           | Lng           |
| 2005      | Denver Broncos | 1         | 0         | --        | --        | --        | --        | --            | --            | --            | --            | 0.0           | --            |
|           |                |           |           |           |           |           |           |               |               |               |               |               |               |
| 2004      | Chicago Bears  | 16        | 0         | --        | --        | --        | 0         | --            | --            | --            | --            | 0.0           | --            |
|           |                |           |           |           |           |           |           |               |               |               |               |               |               |
| 2003      | Chicago Bears  | 16        | 1         | 1         | 0         | 0.0       | 0         | 0             | --            | --            | --            | 0.0           | --            |
|           |                |           |           |           |           |           |           |               |               |               |               |               |               |
| 2002      | Chicago Bears  | 5         | 0         | --        | --        | --        | 0         | --            | --            | --            | --            | 0.0           | --            |
|           |                |           |           |           |           |           |           |               |               |               |               |               |               |
| 2001      | Chicago Bears  | 16        | 3         | 3         | 0         | 0.0       | 0         | 0             | --            | --            | --            | 0.0           | --            |
|           |                |           |           |           |           |           |           |               |               |               |               |               |               |
| TOTAL     | TOTAL          | 54        | 4         | 4         | 0         | 0.0       | 0         | 0             | 0             | 0             | 0             | --            | 0             |

| FUMBLES | FUMBLES        | FUMBLES | FUMBLES | FUMBLES | FUMBLES | FUMBLES | FUMBLES | FUMBLES | FUMBLES | FUMBLES | FUMBLES | FUMBLES | FUMBLES |
| Année   | Équipe         | MJ      | FUM     | Lost    | FF      | Rec     | Rec     | Yds     | Yds     | TD      | OOB     | Sfty    | TB      |
| ------- | -------------- | ------- | ------- | ------- | ------- | ------- | ------- | ------- | ------- | ------- | ------- | ------- | ------- |
| 2005    | Denver Broncos | 1       | --      | --      | --      | --      | --      | --      | --      | --      | --      | --      | --      |
|         |                |         |         |         |         |         |         |         |         |         |         |         |         |
| 2004    | Chicago Bears  | 16      | 1       | 1       | --      | --      | --      | --      | --      | --      | 0       | 0       | 0       |
|         |                |         |         |         |         |         |         |         |         |         |         |         |         |
| 2003    | Chicago Bears  | 16      | 1       | 0       | 0       | 1       | --      | 0       | --      | --      | 0       | 0       | 0       |
|         |                |         |         |         |         |         |         |         |         |         |         |         |         |
| 2002    | Chicago Bears  | 5       | --      | --      | --      | --      | --      | --      | --      | --      | --      | --      | --      |
|         |                |         |         |         |         |         |         |         |         |         |         |         |         |
| 2001    | Chicago Bears  | 16      | --      | --      | 0       | --      | --      | --      | --      | --      | --      | --      | --      |
|         |                |         |         |         |         |         |         |         |         |         |         |         |         |
| TOTAL   | TOTAL          | 54      | 2       | 1       | 0       | 1       | 0       | 0       | 0       | 0       | 0       | 0       | 0       |